# Ystads distrikt
Ystads distrikt är ett distrikt i Ystads kommun och Skåne län. 
Distriktet ligger inom tätorten Ystad. 

## Tidigare administrativ tillhörighet
Distriktet inrättades 2016 och utgörs av området som fram till 1971 utgjorde Ystads stad.
Området motsvarar den omfattning Ystads församling hade 1999/2000.